# Liopeltis rappi
Liopeltis rappi — вид змій родини полозових (Colubridae). 

## Поширення
Вид мешкає у тропічних лісах на сході Індії (штати Сіккім та Західна Бенгалія) та у Непалі. 

## Опис
Максимальний розмір тіла самиці сягає 52 см.